# Pronotum

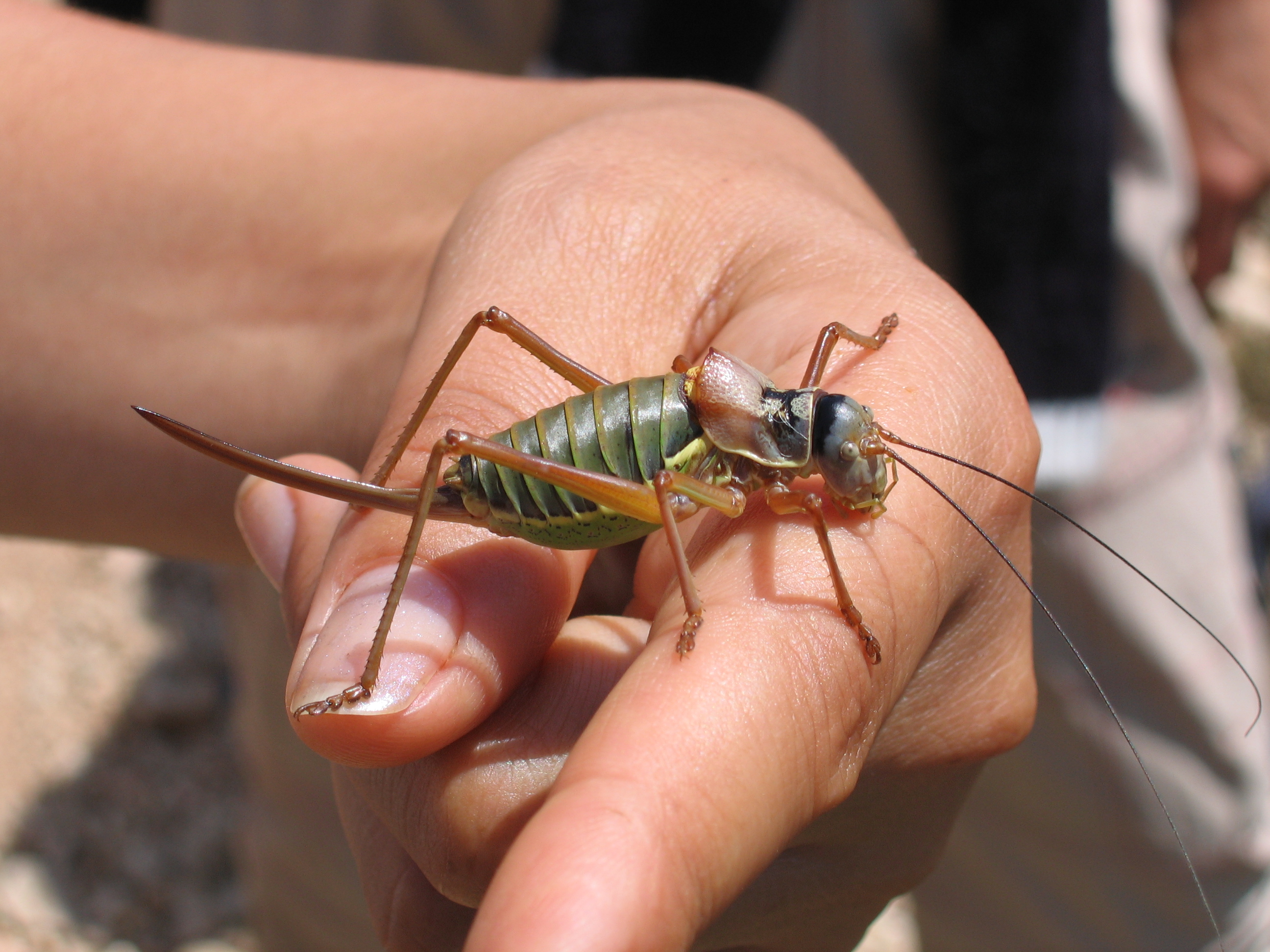
Het halsschild van de zadelsprinkhaan (Ephippiger ephippiger) is sterk vergroot.

Het pronotum is bij insecten het rugschild van het eerste thoraxsegment, de prothorax. Het is bij veel insecten, zoals wantsen, kevers, kakkerlakken en oorwormen flink ontwikkeld en goed zichtbaar. Het wordt veelal ook als 'halsschild' aangeduid.